# Verrallina vallistris
Verrallina vallistris är en tvåvingeart som beskrevs av Philip James Barraud 1928. Verrallina vallistris ingår i släktet Verrallina och familjen stickmyggor. Inga underarter finns listade i Catalogue of Life.